# Ulla Rubinstein
Ulla Rubinstein, født Korsgaard (født 17. september 1939 i København, død 19. august 2013 på Sankt Lukas Stiftelsen) var en dansk landsdommer.
Hun var datter af kontorchef, cand.jur. Jeppe Korsgaard og hustru læge Julie født Ettrup Petersen, blev student fra Gentofte Statsskole 1957, cand.jur. 1963 og var dommerfuldmægtig ved Frederiksberg Birkerets 3. Afdeling 1963-70 og ved Kriminalretten i Lyngby 1970-75, blev retsassessor ved Civilretten i Helsingør 1976-77 og var dommer i Københavns Byret fra 1978. 1986 blev hun landsdommer i Østre Landsret, hvilket hun var til 2003. I 1999 blev hun udpeget til formand for PET-kommissionen, men måtte af helbredsgrunde forlade posten året efter.
Hun var desuden næstformand i Flygtningenævnet og formand for Abortankenævnet. 19. juni 1991 blev hun Ridder af 1. grad af Dannebrogordenen.
Hun blev gift 17. juni 1961 med civilingeniør, lic.techn. Axel Rubinstein (født 14. januar 1936 i København), søn af rektor Paul Rubinstein.
Hun ligger begravet på Søllerød Kirkegård.